# Autofellation

Illustration d'un homme pratiquant une autofellation.

L’autofellation est la stimulation par une personne de son propre pénis avec sa bouche, dans un acte de masturbation. Seul un petit nombre de personnes ont une souplesse suffisante pour la réaliser,.
L'acte est associé à des légendes urbaines concernant l'écrivain Gabriele d'Annunzio et le chanteur Marilyn Manson.
Il a été pratiqué à l'écran par plusieurs acteurs pornographiques dont Ron Jeremy, Scott O'Hara et Piotr Stanislas.